# (4435) Holt
(4435) Holt est un astéroïde de la ceinture principale aréocroiseur.

## Description
(4435) Holt est un astéroïde aréocroiseur. Il présente une orbite caractérisée par un demi-grand axe de 2,32 UA, une excentricité de 0,34 et une inclinaison de 21,9° par rapport à l'écliptique.

## Compléments